# Looptroop Rockers
Looptroop Rockers, tidigare kända som Looptroop, är en svensk rap/hiphop-grupp som har givit ut sju album och ett antal singlar och EP på sin egen etikett DvsG (David vs. Goliath), inspelade i studiorna The Wax Cabinet respektive Soundism. Bandet är Sveriges största hiphop-export. I och med skivsläppet Good Things 2008 bytte gruppen officiellt namn till Looptroop Rockers, delvis som en tribut till den då avhoppade CosM.I.C (som 2010 kom tillbaks till gruppen). Tidiga influenser var bland annat N.W.A. och Public Enemy.

## Biografi
Bandet bildades av Promoe och Embee (då med artistnamnen Mc Mårten resp. Dj Mc Marshall) på Rönnby, Västerås 1991. Det fick snart tillskott av CosM.I.C (då Melloe T) och 1996 kompletterade Supreme uppställningen. 1998 bildade medlemmarna sitt eget skivbolag David vs. Goliath och påbörjade samarbetet med Burning Heart Records. 2000 gav de ut sitt första album Modern Day City Symphony med bl.a. antipolislåten "Long Arm of the Law" och graffitidängan "Ambush In the Night". 2002 kom The Struggle Continues med deras (kommersiellt sett) några nummer större "Fly Away" som fick en hel del tid i rutan, främst via musikkanalen ZTV. 
Sitt riktigt stora genombrott fick de 2005 med Fort Europa och den efterföljande turnén. Bandet har varit inblandade i kontroverser på grund av texterna till låtarna "Jag sköt Palme" och "Ring snuten" (den senare som del av gruppen Sedlighetsroteln) som båda blev anmälda till Granskningsnämnden för radio och TV efter att de spelats på Sveriges Radio P3. Sveriges Radio friades dock i båda fallen. Looptroop har ett rykte om sig som bra liveband och turnerar relativt flitigt. Både Promoe och Embee har givit ut soloplattor, CosM.I.C har tillsammans med Embee givit ut EP som The Casual Brothers. De har också arbetat med Timbuktu, Kekke Kucha och MBMA som Sedlighetsroteln. 
CosMIC kungjorde 9 februari 2007 på bandets webbplats att han lämnade Looptroop och musiken på obestämd tid. Som anledning angav han att han tröttnat på livet i rampljuset och "att vara borta från familjen 250 dagar om året". Den 22 maj 2010 klargjorde bandet att CosMIC är tillbaks och har varit med under inspelningen av vad som kommer att bli deras femte album. Under tiden då CosMIC var borta medverkade han på Looptroops fjärde album, "Good Things" som släpptes 23 april 2008 via DVSG/Bad Taste Records. Den 1 maj 2013 gav bandet ut sitt första album på svenska, "Mitt hjärta är en bomb" (DVSG/Sony) som innehöll gästsamarbeten med Timbuktu, Seinabo Sey, Cleo, Kapten Röd, Lilla Namo och José González.
Looptroop Rockers släppte sitt album "Naked Swedes" i slutet av oktober 2014 på DVSG/Sony. Albumet innehåller gästmedverkan från CunninLynguists, Seinabo Sey och Sabina Ddumba. Lord Finesse gjorde även en remix av första singeln "Another Love Song".
2017 blev Looptroop Rockers invalda i Swedish Music Hall of Fame.

## Bandmedlemmar

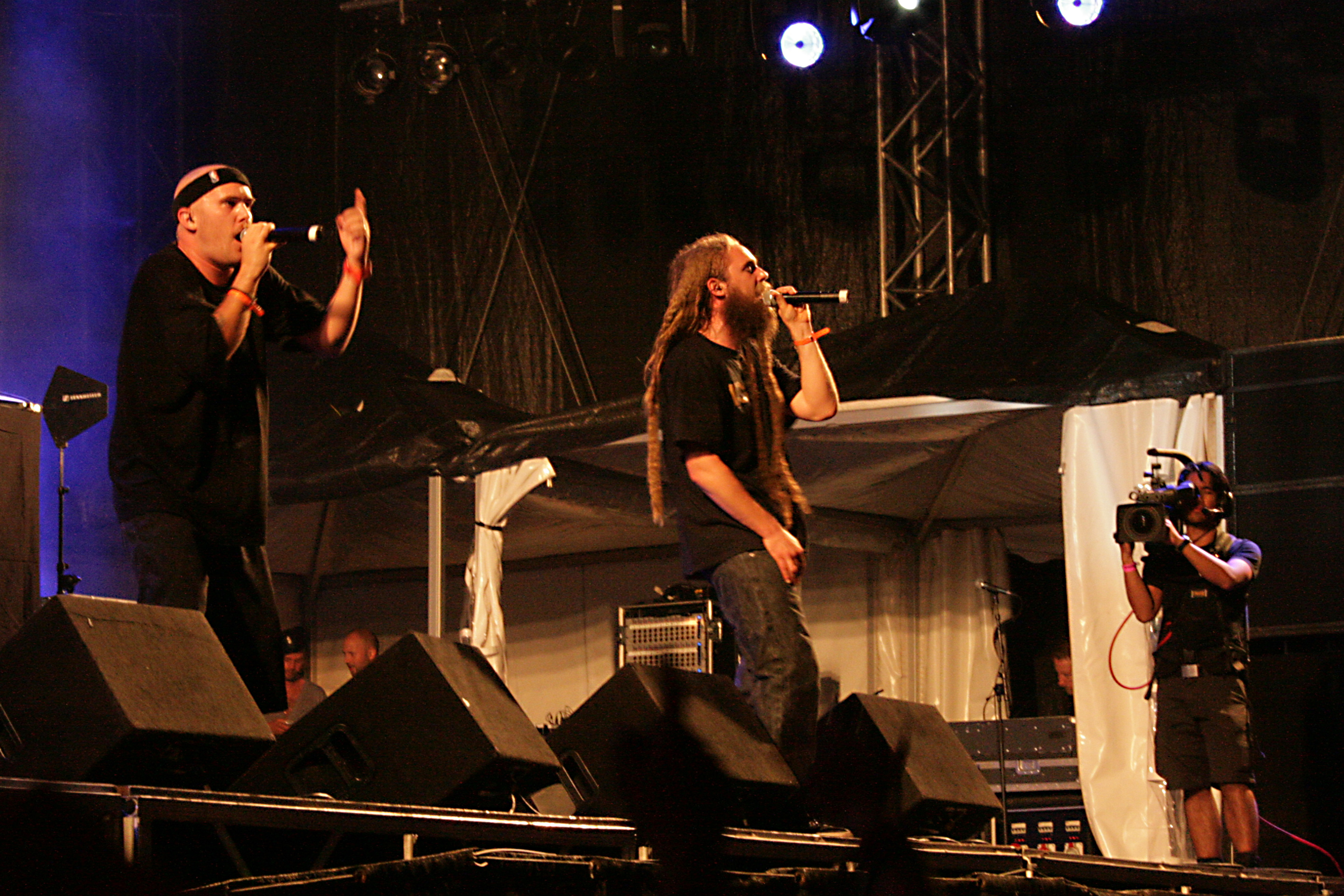
Looptroop Rockers under spelning på Malmöfestivalen 2008.

- Promoe - Mårten Edh (tidigare under namnet Mc Mårten och Kjell Kriminell)
- Supreme - Mathias Lundh Isén (tidigare under namnet Carlos Kanon)
- Embee - Magnus Bergkvist (tidigare under namnet Dj Mc Marshall och Dj Embee)
- CosM.I.C - Tommy Isacsson (tidigare under namnet Mellow T och Tjyv Tjompa)

## Diskografi

### Album
- 2000 – Modern Day City Symphony (2LP/CD)
- 2000 – Modern Day City Symphony Instrumentals (LP)
- 2002 – The Struggle Continues (2LP/CD)
- 2002 – The Struggle Continues Instrumentals (LP)
- 2005 – Fort Europa (2LP/CD)
- 2005 – Fort Europa Instrumentals (LP)
- 2008 – Good Things (2LP/CD)
- 2011 – Professional Dreamers (2LP/CD)
- 2013 – Mitt Hjärta Är En Bomb (2LP/CD)
- 2014 – Naked Swedes (2LP/CD)

### Övrigt
- Don't Hate the Player (tolva) 2002
- Fly Away (tolva) 2002
- Looptroopland (tolva) 2002
- Long Arm of the Law (tolva)2000
- Ambush in the Night (tolva) 1999
- Schlook from Birth (tolva) 1998
- Heads or Tails(tolva) 1998
- From Beyond K-Line (tolva)1998
- The Way Beyond (Mixtape)1998
- From the Waxcabinet (tolva) 1996
- Unsigned Hype (tolva)1997
- Punx Not Dead (MC) 1999
- From the Waxcabinet (MC)1996
- Threesicksteez (MC) 1995
- Superstars (MC)1993

## Priser och utmärkelser
- 2017 – Invald i Swedish Music Hall of Fame[7]

### Fotnoter
1. 1 2  http://blog.whoa.nu/2008/04/23/whoanu-intervjuar-looptroop-rockers/
2. ↑  http://www.dn.se/DNet/jsp/polopoly.jsp?d=2198&a=763917
3. 1 2  ”Looptroop Rockers till Urkult”. Örnsköldsviks Allehanda. 19 mars 2011. https://www.allehanda.se/2011-03-19/looptroop-rockers-till-urkult.
4. ↑  ”Intervju med Looptroop Rockers”. tacky.se. Arkiverad från originalet den 8 december 2014. https://web.archive.org/web/20141208201238/http://www.tacky.se/skateboard/article/?id=110953. Läst 31 oktober 2011.
5. ↑  ”Intervju - Looptroop Rockers”. Kingsize Magazine. Arkiverad från originalet den 25 oktober 2011. https://web.archive.org/web/20111025182734/http://kingsizemagazine.se/Interviews.aspx?ArtNo=20404. Läst 31 oktober 2011.
6. ↑  ”Looptroop Rockers invalda i Swedish Music Hall of Fame: ”Ett erkännande””. www.vasterastidning.se. http://www.vasterastidning.se/vasteras/looptroop-rockers-invalda-i-swedish-music-hall-of-fame-ett-erkannande/repqcw!Z3mLZAE0fAPL9Co3CR31Iw/. Läst 3 april 2017.
7. ↑  ”Looptroop Rockers invalda i Swedish Music Hall of Fame”. Kingsizemag.se | Svensk hiphop rap musik dans kläder artister tv. https://www.kingsizemag.se/noje/looptroop-rockers-invalda-i-swedish-music-hall-of-fame/. Läst 25 februari 2020.